# バスーンソナタ (サン＝サーンス)
バスーンソナタ（Sonate pour Basson avec accompagnement de Piano）ト長調 作品168は、カミーユ・サン＝サーンスによるバスーン（正確にはバソン）とピアノのためのソナタである。
作曲家の死の年である1921年に滞在先の北アフリカで作曲され、サン＝サーンス最後のソナタとなった。これ以降作曲された作品はピアノのための小曲《アルバムの綴り》作品169のみである。献呈はパリ・オペラ座管弦楽団とパリ音楽院管弦楽団のソロ・バソン奏者だったレオン・ルテリエにされている。
連続して作曲されたオーボエ・ソナタ、クラリネット・ソナタ同様、ファゴット奏者にとって重要なレパートリーの一つである。サン＝サーンスは同時期に他にもコーラングレ・ソナタの作曲を検討していたという。

## 構成
3楽章構成で、演奏時間は12分程度。
第1楽章
アレグロ・モデラート、ト長調、4/4拍子。ピアノの繊細な音形に乗ってファゴットがのびやかに歌う。
第2楽章
アレグロ・スケルツァンド、ホ短調、6/8拍子。ペーソスのあるスケルツォ。跳躍音形を得意とするファゴットの特色が生かされている。
第3楽章
モルト・アダージョ、ト長調、4/4拍子 ― アレグロ・モデラート、2/4拍子。シンプルな伴奏の上で、ファゴットがふんだんに装飾された旋律を歌い継いでいく。穏やかなアダージョがヘ長調の和音で終止した後、一転して快活な曲想によって締めくくられる。アレグロ部分を第4楽章に相当するものとみなし、CDなどでトラックを分ける場合もある。